# 伊萬尼夫卡 (亞歷山德里亞區)
48°52′16″N 32°54′12″E / 48.87111°N 32.90333°E
伊萬尼夫卡（烏克蘭語：Іванівка）是位於烏克蘭中部的村莊，由基洛夫格勒州亞歷山德里亞區的大安德魯西夫卡市鎮負責管轄。該村處於別列濟夫卡河畔，海拔高度154米，2001年人口646。